# Alfons Alzamora
Alfons Alzamora Ametller. Baloncestista español. Nació en Palma de Mallorca el 20 de mayo de 1979. Mide 2,06 metros, pesa 109 kg. Juega en la posición de pívot en el Bàsquet Maresme Boet Mataró 3Viles de la Liga EBA.
Formado en las categorías inferiores del FC Barcelona, debutó en la Liga ACB el 21 de septiembre de 1997, con 18 años. Durante tres años combinó sus actuaciones en el Barcelona B con el primer equipo. En la temporada 1998-1999 participó en la consecución de la Copa Korac. Tras un año de cesión en el Caprabo Lleida de la Liga LEB, en 2001 regresó al FC Barcelona de Svetislav Pešić, donde jugó dos temporadas. En ese período participó en la consecución de la Euroliga, una Liga ACB y una Copa del Rey de Baloncesto.
En 2003 fichó por el Club Joventut de Badalona, donde jugó una temporada, para pasar a jugar después con el Leche Río Breogán las dos siguiente temporada (2004-2006). En agosto de 2006 firmó con el Menorca Bàsquet
Internacional con la selección española B, junior y cadete, no ha jugado ningún partido con la Selección española absoluta.

## Clubes
- FC Barcelona (categorías inferiores)
- 1995-1997: FC Barcelona Junior
- 1997-2000: FC Barcelona (Liga EBA) y FC Barcelona
- 2000-2001: Caprabo Lleida (Liga LEB)
- 2001-2003: FC Barcelona
- 2003-2004: Club Joventut de Badalona
- 2004-2006: Leche Río Breogán
- 2006-2007: Menorca Bàsquet
- 2007-2011: Ricoh Manresa
- 2011-2012: Lleida Bàsquet (Liga LEB)
- 2012-2013:  FC Barcelona B (Liga LEB)
- 2013-2017:  Força Lleida Club Esportiu (Liga LEB)
- 2017-2018: Bàsquet Girona (Liga LEB Plata)
- 2019-Actualidad: Club Bàsquet Vic (Liga EBA)

## Palmarés

### Títulos internacionales de selección
- Medalla de oro en los Juegos Mediterráneos de Túnez 2001, con la Selección de baloncesto de España B.
- Medalla de plata en el Eurobasket cadete de Lisboa 1995, con la selección española cadete..

### Títulos internacionales de club
- 1 Euroliga: 2002-2003, con el FC Barcelona.
- 1 Copa Korac: 1998-1999, con el FC Barcelona.

### Títulos nacionales de club
- 2 Liga ACB: 1998-1999 y 2002-2003, con el FC Barcelona.
- 1 Copa del Rey: 2002-2003, con el FC Barcelona.